# Residenz-Theater (Berlin)

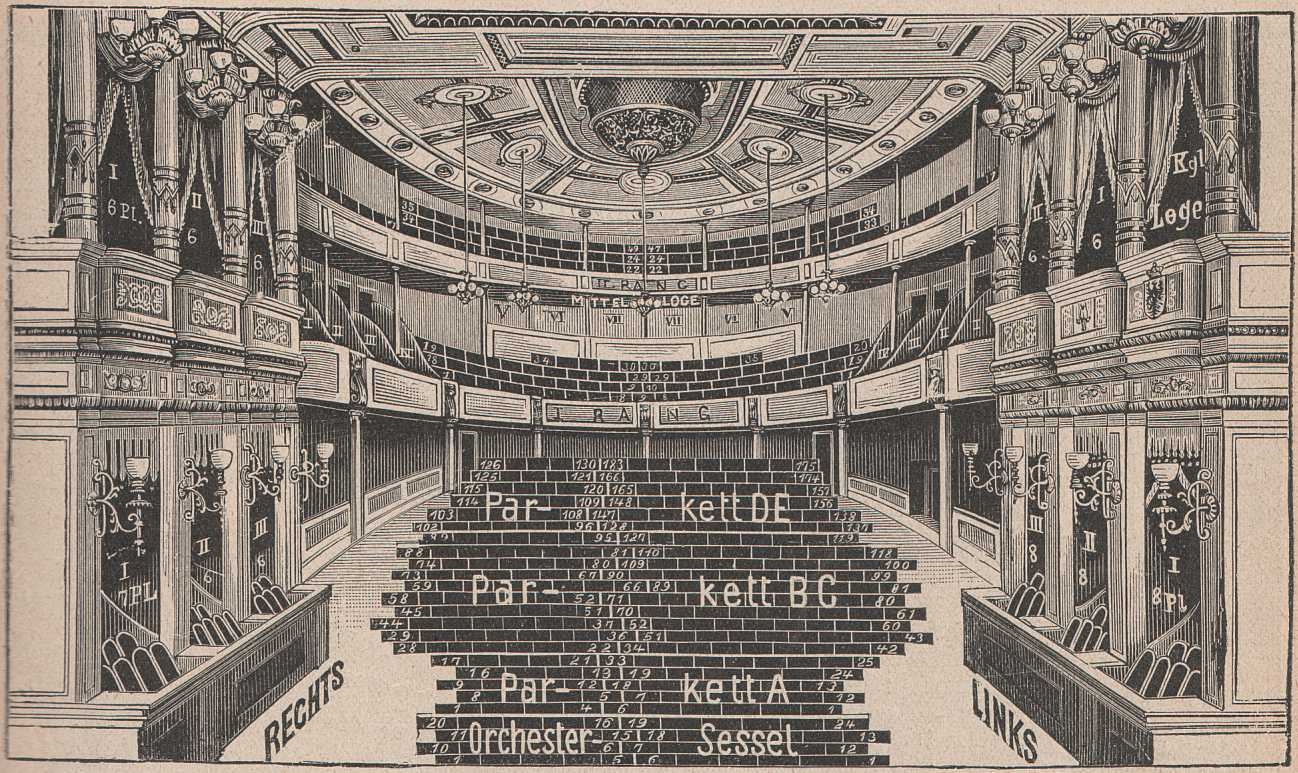
Innenraum 1912

Das Residenz-Theater war ein Theater in Berlin von 1871 bis 1932. 

## Lage

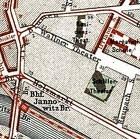
Lage (oben)

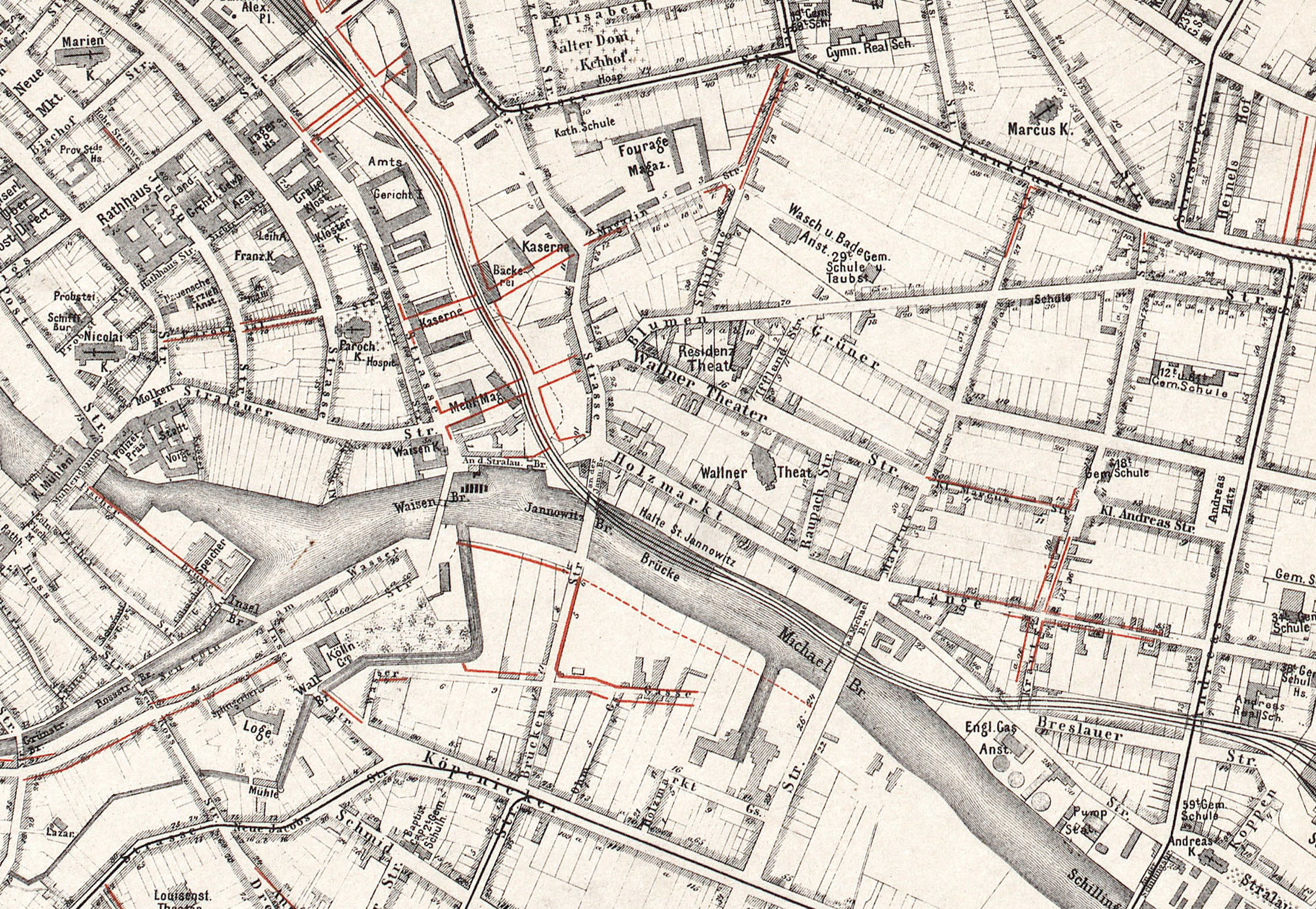
Stadtplan 1882

Das Residenz-Theater lag in der Blumenstraße 9 (später 8) in der damaligen Stralauer Vorstadt, östlich der historischen Altstadt von Berlin. Das längliche Gebäude zog sich bis in die Wallner-Theater-Straße 16/17 hin. In unmittelbarer Nachbarschaft lagen die Residenz-Lichtspiele in der Blumenstraße 10. Auf dem Gelände befindet sich jetzt das Neubaugebiet an der Singerstraße an der Stadtbezirksgrenze zwischen Mitte und Friedrichshain.

## Geschichte
1869 übernahm der Magdeburger Theaterdirektor Otto Nowack das 1844 für die Theatergesellschaft Concordia errichtete Theater in der Blumenstraße 9.  Sein Bemühen, es als ein reines Operntheater zu führen, scheiterte schon bald an zu geringer Resonanz. 
Seit 1871 hieß es Residenz-Theater. Es wurden nun vor allem Komödien, Schwänke und Singspiele, fast ausschließlich französischer Herkunft, gespielt. 
Um 1875 erwarb die Schauspielerin Ida Hahn (später Ida von Zedlitz-Neukirch) das Theater mit dem Grundstück und blieb Eigentümerin bis zu ihrem Tod, danach dann die Ida-Claus-Stiftung bis 1932.
Die meisten Intendanten  inszenierten vereinzelt auch anspruchsvollere Theaterstücke, das Hauptrepertoire blieben aber französische Komödien.
1920/21 nutzten Alfred und Fritz Rotter das Residenz-Theater kurzzeitig als eine ihrer Bühnen.
1932 wurde das Residenz-Theater geschlossen. 1944/1945 wurde das Gebäude schwer beschädigt und danach abgetragen.

## Aufführungen
Im Residenz-Theater wurden vor allem französische Komödien gespielt. Daneben gab es einige Inszenierungen moderner anspruchsvollerer Theaterstücke, meist in Sonntagsmatineen mittags oder nachmittags.
1869–1889
- 1872 Madeleine Morel von Salomon Hermann Mosenthal, Lustspiel, eine der ersten Inszenierungen des Residenztheaters

- 20. November 1880 Nora oder Ein Puppenheim von Henrik Ibsen, mit Hedwig Niemann
- 9. Januar 1887 Gespenster von Henrik Ibsen
- 5. Mai 1887 Rosmersholm von Henrik Ibsen
- 4. März 1888 Die Wildente von Henrik Ibsen, auch 21. Oktober 1888, 6. März 1889, 26. Dezember 1890

Freie Bühne 1890–1892
Die Freie Bühne gastierte von 1890 bis 1892 im Residenztheater und gab dort einige Erstaufführungen anspruchsvoller Theaterstücke 
- 1. Juni 1890 Das Friedensfest von Gerhart Hauptmann,  Uraufführung
- 12. Oktober 1890 Der Vater von August Strindberg, deutsche Erstaufführung
- 30. November 1890 Angèle von Otto Erich Hartleben
- 30. November 1890 Ohne Liebe von Marie von Ebner-Eschenbach, Uraufführung
- 11. Januar 1891 Einsame Menschen von Gerhart Hauptmann, Uraufführung
- 15. Februar 1891 Die Raben von Henry Becque, deutsche Erstaufführung
- 15. März 1891  Doppelselbstmord von Ludwig Anzengruber
- 3. Mai 1891 Thérèse Raquin von Émile Zola
- 3. April 1892 Comtesse Julie von August Strindberg, erste Aufführung in einem Theater, deutsche Erstaufführung, Beginn des modernen Theaters in Deutschland

1893–1916
- 22. Januar 1893 Die Gläubiger von August Strindberg, Regie Hans Meery, mit Rosa Bertens, Rudolf Rittner, Josef Jarno, deutsche Erstaufführung
- 22. Januar 1893 Herbstzeichen, Vor dem Tode von August Strindberg, drei Einakter
- 23. April 1893 Jugend von Max Halbe, Uraufführung[3]
- 1899 Der Schlafwagen-Kontrolleur von Alexandre Bisson, Komödie, größter Erfolg des Residenztheaters mit 278 Aufführungen
- 16. September 1900 Nora oder Ein Puppenheim von Henrik Ibsen, Neuinszenierung (nach 1880), auch 26. Oktober 1901
- 11. Oktober 1901 Der Marquis von Keith von Frank Wedekind, Uraufführung
- 1. November 1901 Die Wildente von Henrik Ibsen, Neuinszenierung (nach 1888), auch 11. April 1903
- 9. April 1903 Gespenster von Henrik Ibsen
- Anfang Dezember 1903 Die Pariserin von Henry Becque, deutsche Erstaufführung
- Anfang Dezember 1903 Crainqueville von Anatole France

1917–1932
- 18. Oktober 1917 Raskolnikoff von Leo Birinski, Uraufführung
- 1919 Das höhere Leben von Hermann Sudermann, Uraufführung
- Anfang März 1920 Die Raschhoffs von Hermann Sudermann, Uraufführung (?)
- August 1920 Die Freundin von Hermann Sudermann, Uraufführung

- 19. Dezember 1922 Hedda Gabler von Henrik Ibsen
- 20. September 1923 Rosmersholm von Henrik Ibsen, Neuinszenierung (nach 1887)
- 24. April 1924 Hinkemann von Ernst Toller, Erstaufführung der veränderten Fassung

## Leiter
- Otto Nowack, 1869–1870[4]
- Albert Rosenthal, 1871–1875, Direktor und Eigentümer[5]
- Ida Hahn, 1876–1902, Eigentümerin[6]
- Emil Claar, 1876–1879, Intendant
- Otto von Schimmelpfennig, 1879–1880, Direktor[7]
- Heinrich Keppler, 1880–1881[8]
- Emil Naumann, 1881–1884
- Anton Anno, 1884–1887 Direktor[9]
- Sigmund Lautenburg, 1887–1897
- Theodor Brandt, 1897–1898
- Sigmund Lautenburg, 1898–1904
- Richard Alexander, 1904–1912
- Ferry Sikla, 1912
- Eugen Robert, 1914–1918
- Alfred und Fritz Rotter, 1920–
- Max Samst, um 1925